# Ханун, Луиза
Луиза Ханун (араб. لويزة حنون‎; род. 7 апреля 1954, Шекфа, Алжир) — алжирский политический и общественный деятель, адвокат. Депутат Национального народного собрания Алжира (1997). Генеральный секретарь Партии трудящихся (2003).
Первая женщина, баллотировавшаяся на пост президента Алжира (2004). Член комитета трудящихся женщин и африканского отделения Международного комитета трудящихся. Придерживается крайне левых политических взглядов. Выступает за разрыв торговых соглашений с ЕС, отмену всех уступок ВТО и переход к полному экономическому суверенитету.
В 2019 году осуждена на 15 лет тюремного заключения.

## Биография
Ханун родилась 7 апреля 1954 в крестьянской семье в городе Чекфа (провинция Джиджель). Во время Войны за независимость Алжира вместе со своей семьей бежала в город Аннаба, после того как дом ее родителей был разрушен авианалётом французской армии. Стала первой женщиной из своей семьи, которая начала посещать школу. Окончила юридический факультет Университета Алжира (1975).
Когда после волнений 1988 года в следующем году была введена многопартийная система, Ханун с товарищами по Социалистической организации трудящихся сумела в 1990 году образовать троцкистскую Партию трудящихся, стоящую на платформе классовой борьбы между эксплуатируемыми и угнетателями. Ханун была лидером и спикером партии с момента её образования, в октябре 2005 года её избрали генеральным секретарём ПТ.
За свою политическую деятельность Ханун неоднократно подвергалась преследованиям со стороны властей. В январе 1991 года стала соучредителем Международной организации трудящихся и народов (связанной с одним из троцкистских Четвёртых интернационалов — ламбертистским), участвовала в качестве представителя ПТ на различных конференциях.
В годы гражданской войны являлась одним из немногих представителей алжирской оппозиции, сохранивших места в парламенте. Несмотря на светский характер её партии, осуждала политику правительства по «ликвидации» исламистов. В 1995 году вместе с представителями ряда оппозиционных партий (в том числе и с радикалами-исламистами) подписала платформу Святого Эгидия. Наряду с Международной конфедерацией арабских профсоюзов и Международной конфедерации трудящихся Ханун выступила против вторжения США и их союзников в Ирак в 2003 году.
Ханун активно выступает за права женщин в Алжире, в частичности призывала отменить действующий семейный кодекс на том основании, что он никак не защищает алжирских женщин. В феврале 2011 года осудила демонстрацию против президента Бутефлики.
Пыталась выставить свою кандидатуру на президентских выборах 1999 года, но в первый раз не была к ним допущена. На президентских выборах в 2004 году заняла пятое место с 1 % голосов, в 2009 году — второе с 4,4 % голосов, в 2014 году — четвёртое с 1,37 %. Считается первой женщиной в арабском мире, выдвигавшей свою кандидатуру на выборах главы государства.

### Уголовное преследование
В конце сентября 2019 года Военный трибунал приговорил Ханун к 15 годам лишения свободы за участие в заговоре против государственной власти и нанесение ущерба авторитету армии.